# パニアイ湖

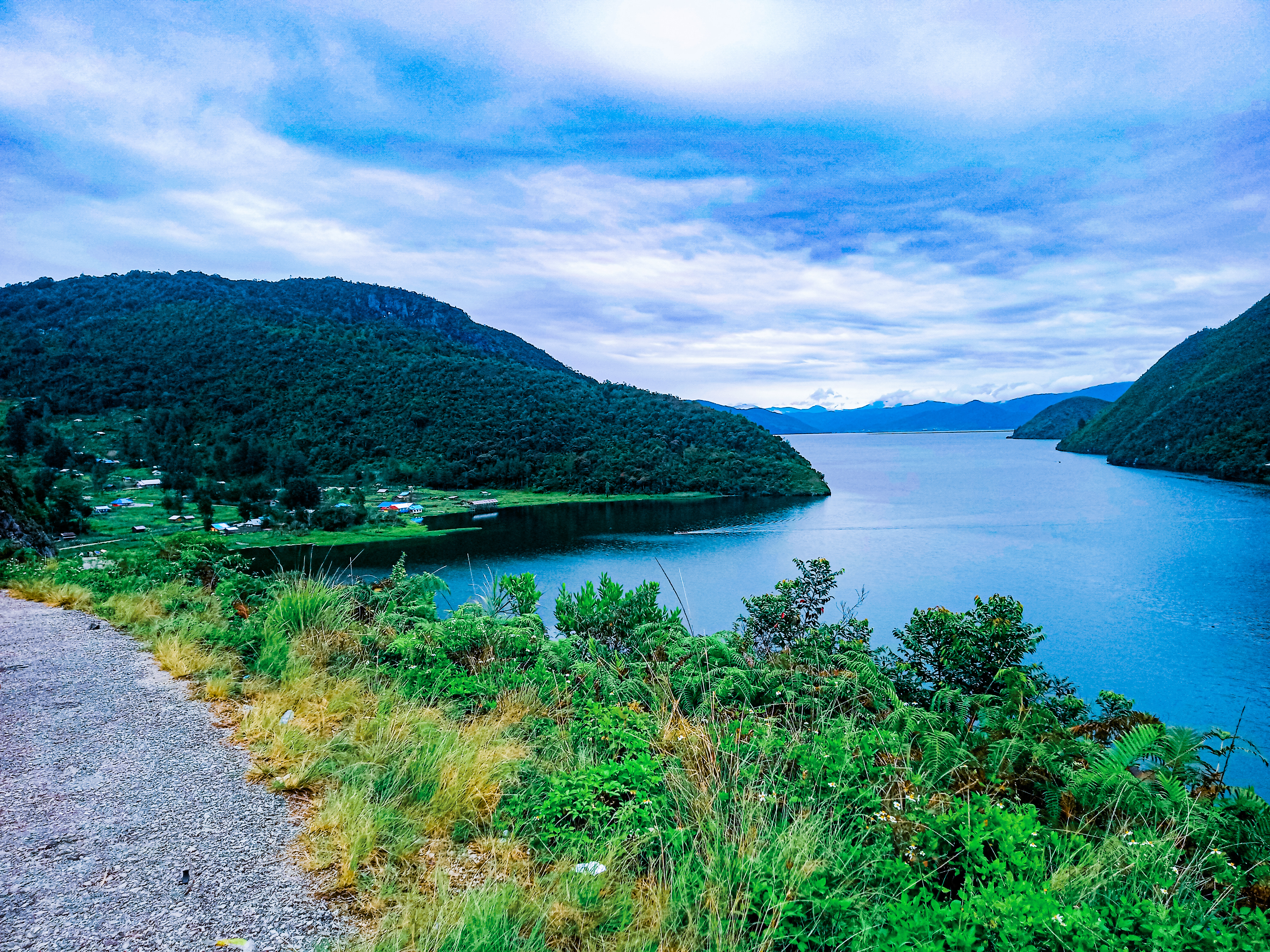

パニアイ湖（インドネシア語: Danau Paniai）は、ニューギニア島にある湖。インドネシアの中部パプア州パニアイ県に属す。スディルマン山脈の西側に並ぶパニアイ湖、タゲ湖、ティギ湖の三つの湖のうち最も北にあり、かつ最も大きい。これらの湖は1936年12月31日にオランダ海軍パイロットのフリッツ・ウィッセルが発見したため、オランダ植民地時代にはウィッセル湖（オランダ語: Wisselmeren）と呼ばれていた。
第二次世界大戦中、日本陸軍はウィッセル湖での飛行場設営を検討した。1944年2月17日から2月20日にかけて、第2軍情報参謀の了戒次男中佐らが水上偵察機により着水し現地を偵察したが、付近には飛行場適地はないとして価値を認めず「周辺一帯は湿地であり、資材も空輸を要し、飛行場の造成は不可能、同地区の兵力は一コ中隊が限度」と報告した。同年3月12日以降、旧第3師団先遣のウイッセル警備隊（隊長：深水宏大尉）がウィッセル湖に配置されたものの、飛行場の設営はなされなかった。現在では、湖畔のパニアイ県都エナロタリに空港が開港している。

## 参考資料
- “Wissel Lakes (lakes, Indonesia)”.  Encyclopaedia Britannica (2018年8月29日). 2018年10月13日閲覧。
- 防衛庁防衛研修所戦史室 (1969), 戦史叢書第22巻 西部ニューギニア方面陸軍航空作戦, 朝雲新聞社, NCID BN00925143
- 防衛庁防衛研修所戦史室 (1969), 戦史叢書第23巻 豪北方面陸軍作戦, 朝雲新聞社, NCID BN00917087